# Barsuk Records
Barsuk Records is een onafhankelijk platenlabel uit Seattle, Washington, VS. Het label werd opgericht door de leden van de band This Busy Monster. Deze bandleden zijn nog steeds de eigenaren van het label. Het logo van het platenlabel bestaat uit een hond met een lp in zijn bek.

## Bands en artiesten die onder het label hebben gewerkt
(Alfabetisch geordend)
- All-Time Quarterback
- Aqueduct
- Aveo
- David Bazan
- Blunt Mechanic
- Death Cab For Cutie
- Abigail Grush
- Harvey Danger
- Jessamine
- Kind of Like Spitting
- Kurt Cobain about a son
- Lackthereof
- Little Champions
- The Long Winters
- Mates of State
- Menomena
- Travis Morrison
- Nada Surf
- Jim Noir
- Pea Soup
- Pearly Gate Music
- Phantogram
- The Prom
- Ra Ra Riot
- Ramona Falls
- The Revolutionary Hydra
- Rilo Kiley
- Say Hi
- Smoosh
- Starlight Mints
- Sunset Valley
- Jesse Sykes & The Sweet Hereafter
- They Might Be Giants
- This Busy Monster
- John Vanderslice
- Viva Voce
- Rocky Votolato
- Chris Walla
- What Made Milwaukee famous
- The Wooden Birds